# Língua beti
Beti é um idioma do grupo das línguas bantas, falada pelos povos Beti-Pahuin (fangue, Ewondo, Bulu, Mengisa) que habitam as regiões de floresta húmida de Camarões, República do Congo, Guiné Equatorial e São Tomé e Príncipe.
Beti apresentava código ISO 639-3 code, porém, está for a de uso, pois seus sete dialetos (por alguns tidos com línguas) já têm seus próprios códigos:
Bebele [beb], Bebil [bxp], Bulu [bum], Eton [eto], Ewondo [ewo], fangue [fan] e Mengisa [mct].

## Amostra de texto
Abiali bod bese, tege ai sesala, bene etie dzia a mis memvende y'enyiñ, dzom dzia etu fili nkóbó, fili ntsogan, fili mboan. Ve abiali te, mod ose ayem dze ene abe, dze ene mbeñ asu e mod mbog antoa ai mfi na enyiñ ewulu mezen mene sosoo. 
Português
Todos os seres humanos nascem livres e iguais em dignidade e direitos. São dotados de razão e consciência e devem agir em relação uns aos outros com espírito de fraternidade. (Artigo 1º - Declaração Unuversal dos Direitos Humanos)

### Externa
- Beti em Ethnologue